# シアル酸-O-アセチルエステラーゼ
シアル酸-O-アセチルエステラーゼ(Sialate O-acetylesterase、EC 3.1.1.53)は、以下の化学反応を触媒する酵素である。
N-アセチル-O-アセチルノイラミン酸 + 水{\displaystyle \rightleftharpoons }N-アセチルノイラミン酸 + 酢酸塩
従って、基質はN-アセチル-O-アセチルノイラミン酸と水の2つ、生成物はN-アセチルノイラミン酸と酢酸塩の2つである。
この酵素は加水分解酵素に分類され、特にエステル結合に作用する。系統名は、N-アシル-O-アセチルノイラミン酸 O-アセチルヒドロラーゼ(N-acyl-O-acetylneuraminate O-acetylhydrolase)である。シアリダーゼ(sialidase)と呼ばれることもある。